# Niedersächsisches Finanzgericht

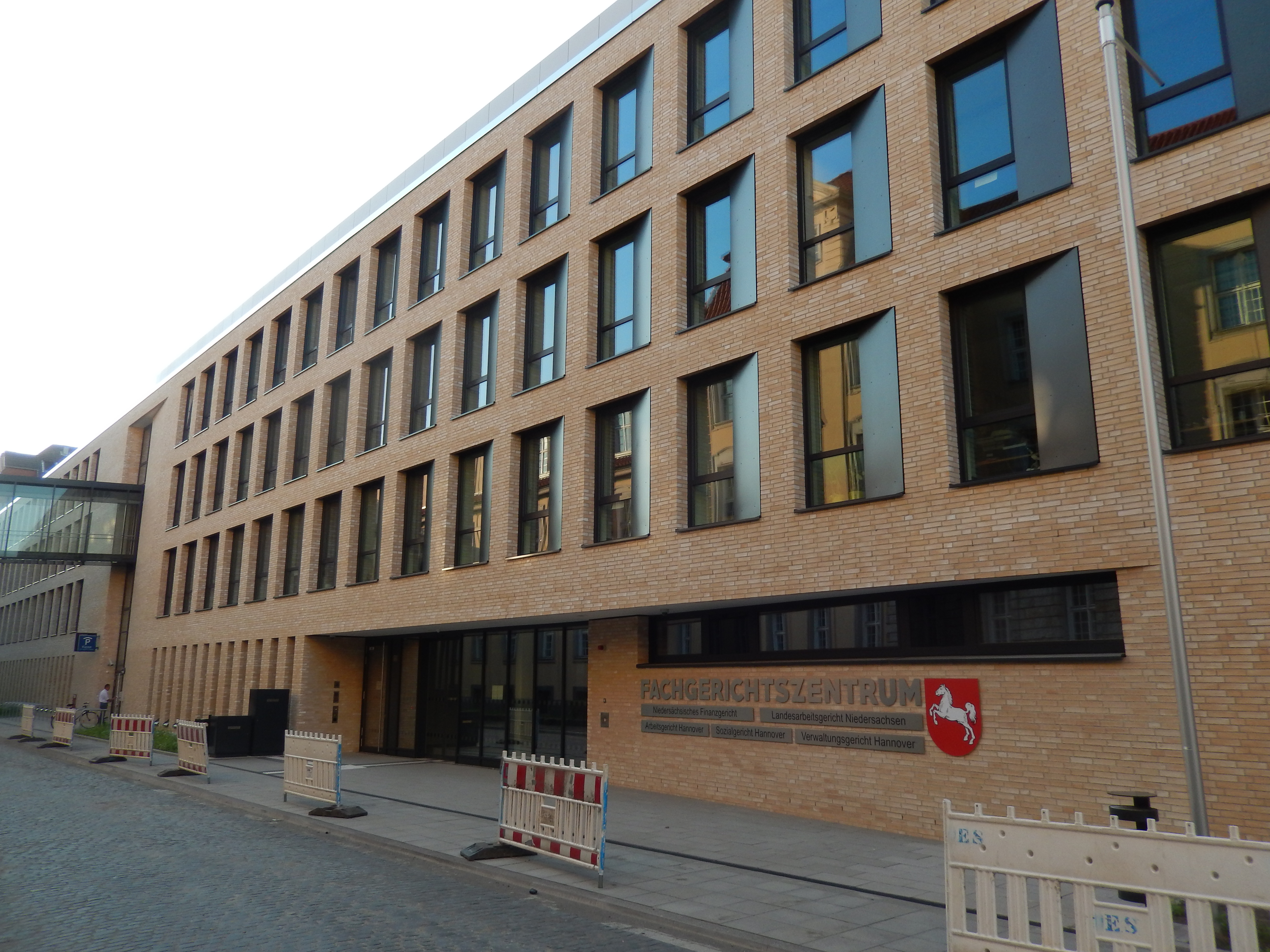
Gerichtsgebäude: Fachgerichtszentrum Hannover

Das Niedersächsische Finanzgericht in Hannover ist als Finanzgericht Bestandteil der Finanzgerichtsbarkeit der Bundesrepublik Deutschland und gehört zum Land Niedersachsen.

## Gerichtssitz

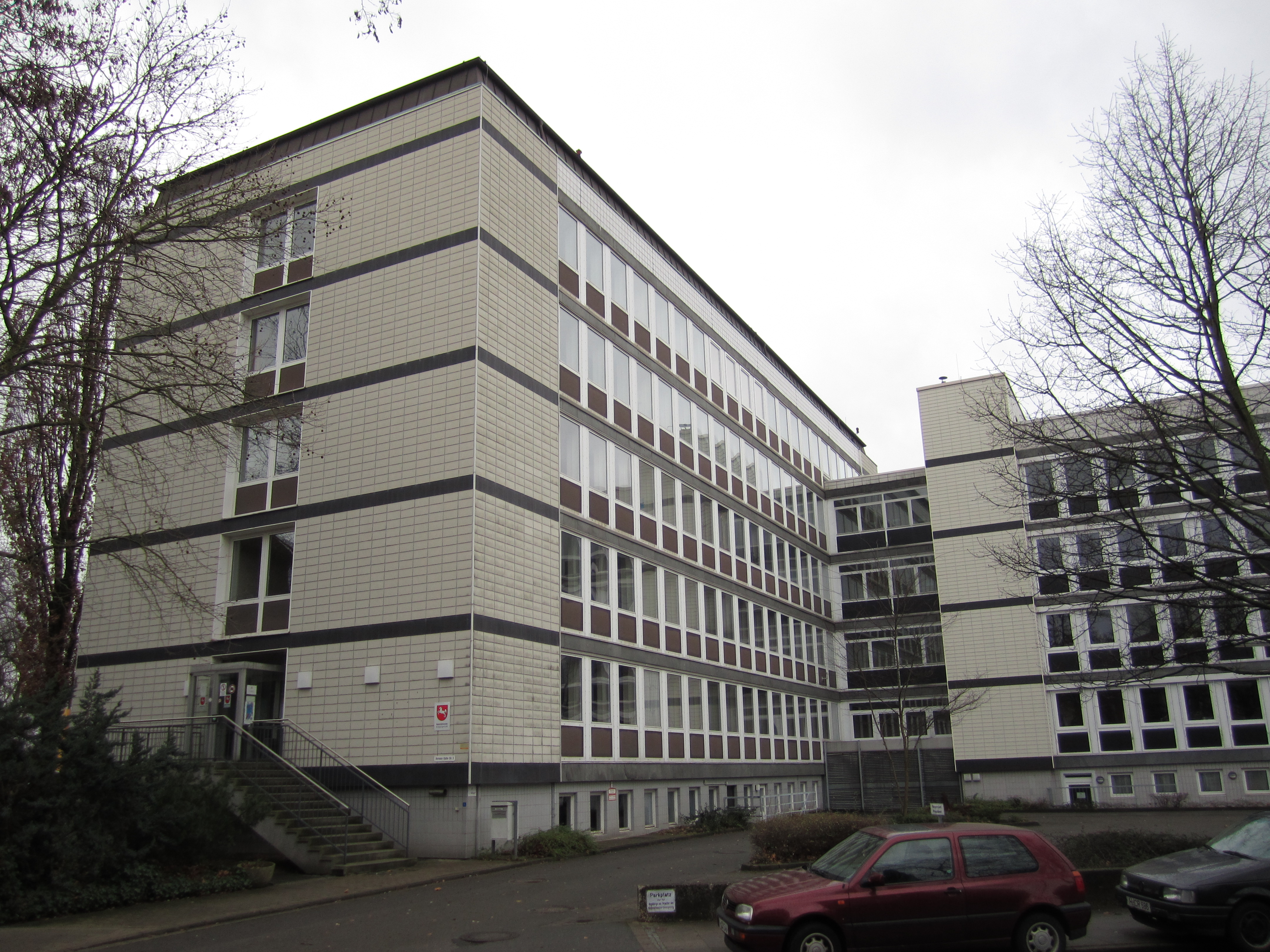
Ehemaliges Gerichtsgebäude in Hannover-Döhren

Das Gericht befindet sich seit 1. Juli 2015 im Fachgerichtszentrum in der Leonhardtstraße 15 in Hannover. Ab 1949 hatte das Gericht zunächst seinen Sitz im Friederikenschlösschen und ab 1959 in einem früheren Kasernengebäude am Waterlooplatz. Von Dezember 1990 bis 2015 befand es sich im Stadtteil Döhren.
Derzeit (Stand: Februar 2021) sind über 50 Richter in 15 Senaten tätig.

## Leitung
Die Präsidenten des Finanzgerichts waren:
- 1949–1950 Wilhelm Otto
- 1950–1954 Erich Preller
- 1954–1956 Willy Hornstein
- 1957–1969 Hedin Brockhoff
- 1970–1977 Ernst Stolze
- 1977–1989 Hartwig Stakemann
- 1989–2003 Siegbert Seeger
- 2003–2020 Hartmut Pust

Aktuelle Gerichtspräsidentin (Behördenleiter) des Finanzgerichts ist seit 2020 Petra Hager.
Vizepräsident ist seit Mai 2021 Jörg Mutschler.